# (33831) 2000 EA98
2000 إي أي 98 (ويعرف أيضًا باسم (33831) 2000 إي أي 98 وفق تسمية الكوكب الصغير) (بالإنجليزية: 2000 EA98)‏ هو كويكب ضمن حزام الكويكبات؛ وترتيبه 33831 من حيث الاكتشاف.
اكتُشف هذا الجُرم الفلكي بواسطة بحث لنكولن عن الكويكبات القريبة من الأرض في 12 مارس 2000.

## وصلات خارجية
- (33831) 2000 EA98 في قاعدة بيانات مختبر الدفع النفاث لأجرام النظام الشمسي الصغيرة

- الاكتشاف · مخطط المدار ·  العناصر المدارية · المعلمات المادية

- (33831) 2000 EA98 على موقع ويكي سكاي: DSS2, SDSS, GALEX, IRAS, Hydrogen α, X-Ray, Astrophoto, Sky Map, Articles and images